# Aviassiminea
Aviassiminea is een geslacht van weekdieren uit de klasse van de Gastropoda (slakken).

## Soort
- Aviassiminea palitans Fukuda & Ponder, 2003